# Монтале Чели (Алесандрија)
Монтале Чели је насеље у Италији у округу Алесандрија, региону Пијемонт.
Према процени из 2011. у насељу је живело 76 становника. Насеље се налази на надморској висини од 248 м.